# Fokker D.VIII

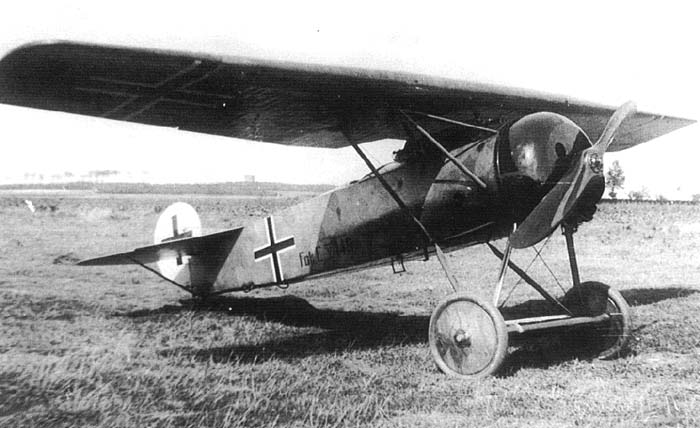
Fokker D.VIII

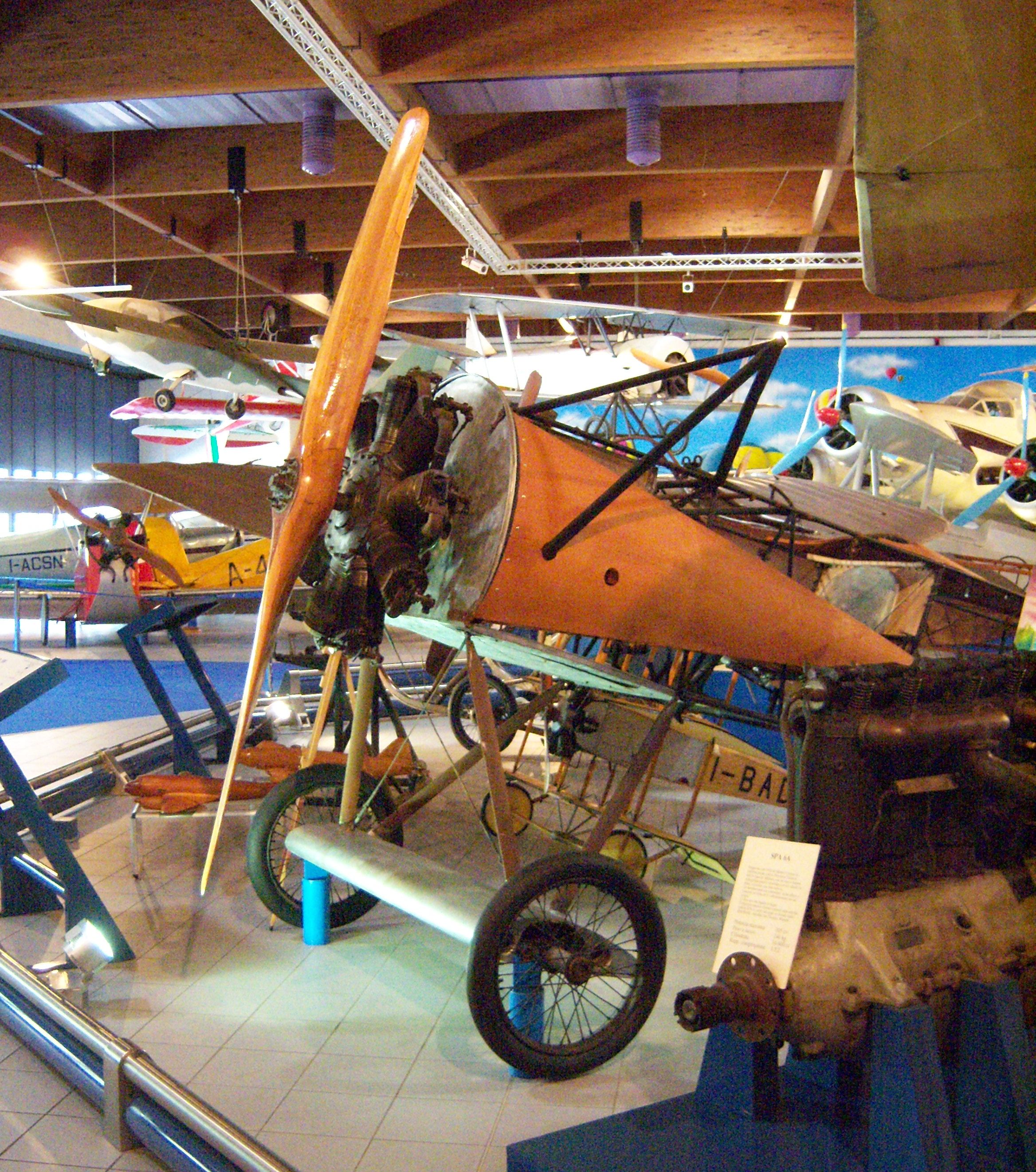
Originele romp van een Fokker D.VIII (Caproni Museum)

De Fokker D-VIII was een jachtvliegtuig dat door Fokker in 1918 werd ontwikkeld en gebouwd.
Na een geslaagde jachtvliegtuigcompetitie in januari 1918 werd er in april 1918 weer een uitgeschreven. De eerste competitie leverde de Fokker D-VIII op. Bij de eerste competitie waren alle deelnemers verplicht om de Mercedesmotor van 160 pk te gebruiken. Bij de tweede competitie was de motorkeuze vrij.
Fokker had net het prototype voor een nieuw jachtvliegtuig klaar. Het was uitgevoerd als parasoldekker. Het werd aangeduid als V.26. Men had bij Fokker hoge verwachtingen voor dit type. Men liet enkele wijzigingen aanbrengen en het werd als winnaar van de competitie aangewezen. Het werd ook onmiddellijk in productie genomen als Fokker E-V. In augustus 1918 kwam het eerste toestel aan het front. Er was echter een groot tekort aan castorolie voor de rotatiemotor. Er vonden ook drie ongevallen kort achter elkaar plaats met E-V's. De oorzaak was iedere keer vleugelbreuk. Dit was het gevolg van een op last van de regering aangebrachte achterligger in de vleugel. De vleugel werd door Fokker verbeterd en wel goedgekeurd.
In het najaar van 1918 kwamen de toestellen weer in dienst. Dit was echter te laat om nog enige invloed te hebben op de luchtstrijd. De aanduiding veranderde men in Fokker D-VIII.
De romp was van gelaste staalbuis, bekleed met linnen. De vleugel was van hout met triplex bekleed. De vleugelstijlen en het onderstel waren gestroomlijnd.
Er werden in totaal 60 D-VIII/E-V-toestellen gebouwd.

## Zweefvliegtuig
Gebruikmakend van de vleugels en de romp van de D-VIII heeft Fokker in 1918 en 1919 ook twee prototypes gebouwd van zweefvliegtuigen voor zowel militair als civiel gebruik. Deze Fokker V.30 & V.42 zijn echter nooit in productie genomen.

## Specificaties
- Type: Fokker D.VIII
- Fabriek: Fokker
- Rol: Jachtvliegtuig
- Bemanning: 1
- Lengte: 5,86 m
- Spanwijdte: 8,34 m
- Hoogte: 2,60 m
- Vleugeloppervlak: 10,7 m²
- Leeggewicht: 405 kg
- Maximumgewicht: 605 kg

Tekening van een Fokker D.VIII

- Motor: 1 × Oberursel UR.II-negencilinder-rotatiemotor, 82 kW (110 pk)
- Propeller: tweebladig
- Aantal gebouwd: 60
- Eerste vlucht: mei 2018

Prestaties
- Maximumsnelheid: 204 km/u
- Maximumvliegduur: 1 uur en 30 minuten
- Plafond: 6000 m
- Klimsnelheid: 8,3 m/s

Bewapening
- Geschut: 2 × vast 7,92 mm LMG 08/15 Spandau-machinegeweer